# مهرجان جيونج

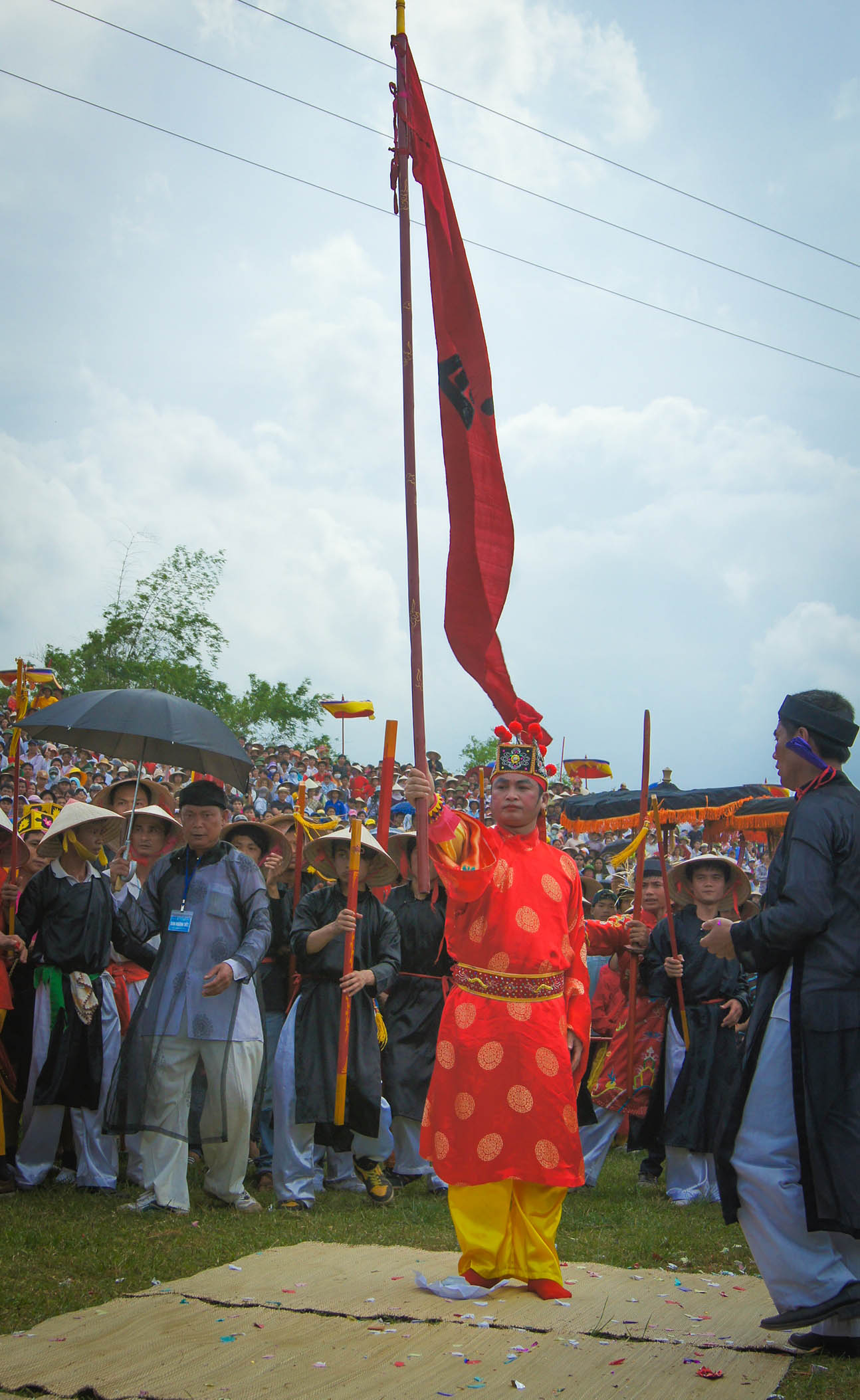
رقص العلم في مهرجان جيونج

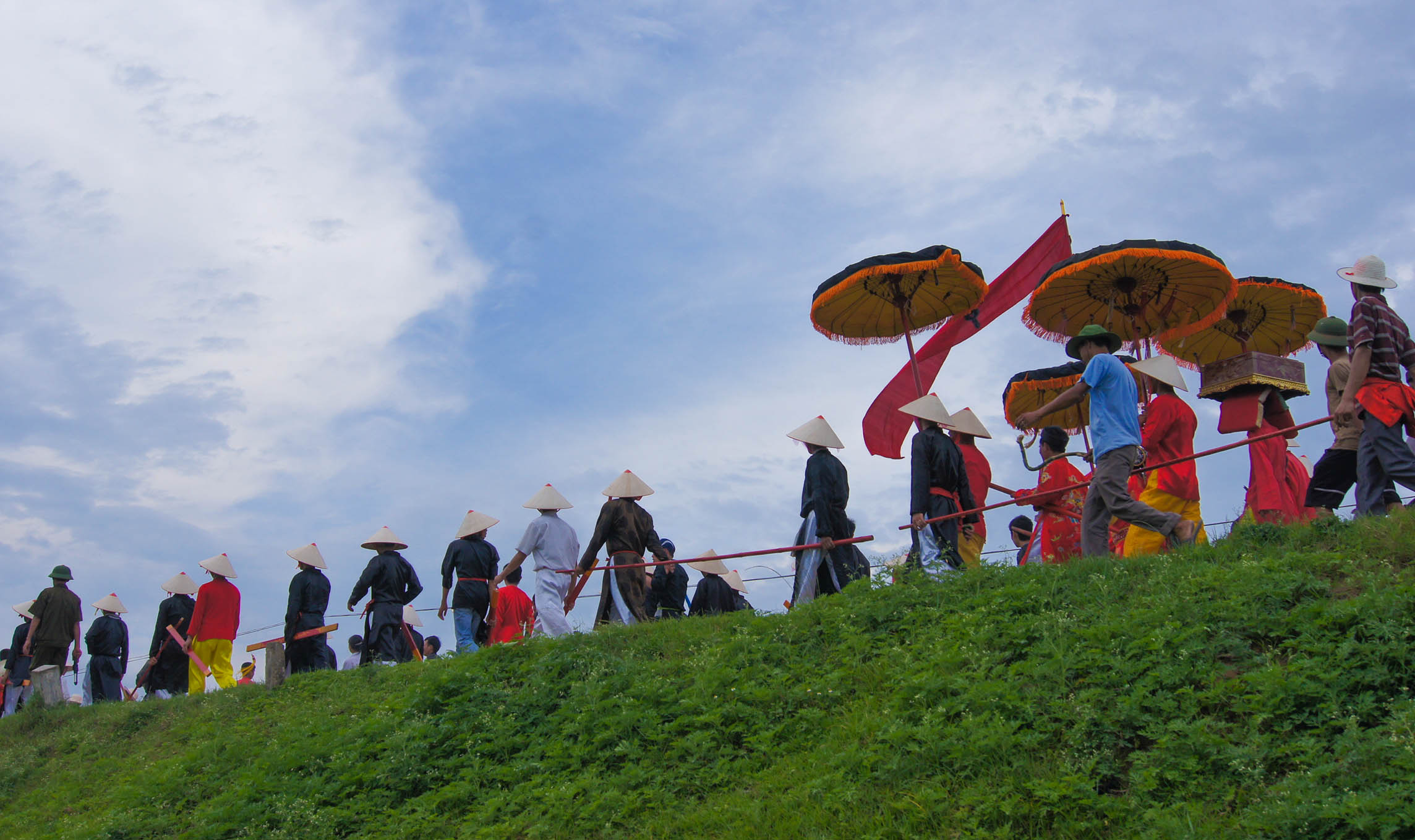
موكب ثانه جيونج بالانكوين في مهرجان جيونج

مهرجان جيونج Gióng Festival هو مهرجان تقليدي يتم الاحتفال به سنويًا في أجزاء كثيرة من هانوي في فيتنام لتكريم البطل الأسطوري ثانه جيونج، الذي يُنسب إليه الفضل في الدفاع عن البلاد ضد الأعداء الأجانب. وتم إدراج المهرجان على قائمة اليونسكو للتراث الثقافي غير المادي .  